# Cocorote
Cocorote is een stad en gemeente in de Venezolaanse staat Yaracuy. De gemeente telt 50.700 inwoners. De hoofdplaats is Cocorote.